# كارل كوخ (مخرج)
كارل كوخ (بالألمانية: Carl Koch)‏: كاتب ومخرج أفلام ألماني، ولد في 30 تموز (يوليو) 1892 في نُمبرخت، ألمانيا، وتوفي في الأول من كانون الأول (ديسمبر) 1963 في إنجلترا. اشترك كارل مع زوجته «لوت رينغر» في العديد من الأفلام. أخرج فيلم الرسوم المتحركة مغامرات الأمير أحمد عام 1936.
عُرف كارل كوخ بكونه مساعد للمخرج «جان رينوار»، الذي ساعد كوخ ورينغر في الحصول على تأشيرات خروج من ألمانيا عام 1936. أثناء تصوير فيلم الوهم الكبير (والذي لم يقدم لكارل كوخ أفضلية)، اكتشف كل من رينوار وكوخ أن وحدة المدفعية الألمانية (جنسية كوخ) قد أطلقت النار فعلاً على طائرة فرنسية (جنسية رينوار) أثناء الحرب العالمية الأولى
عام 1939، بدأ كوخ ورينوار تبني توسكا بناء على دعوة من بينيتو موسوليني. اضطر رينوار للتخلي عن هذا المشروع عندما دخلت إيطاليا الحرب ضد فرنسا. في حين أكمل كوخ الفيلم باسم "كارلو كوخ، وبمساعدة لوتشينو فيسكونتي.

## روابط خارجية
- معرض صور لكوخ من اوبرا البنسات الثلاث من إخراج زوجته لوت رينغير (بالألمانية)

- كارل كوخ على موقع IMDb (الإنجليزية)
- كارل كوخ على موقع ألو سيني (الفرنسية)
- كارل كوخ على موقع أول موفي (الإنجليزية)
- كارل كوخ على موقع قاعدة بيانات الأفلام السويدية (السويدية)
- كارل كوخ على موقع قاعدة بيانات الفيلم (الإنجليزية)
- كارل كوخ على موقع كينوبويسك (الروسية)
- مقالة عن كارل كوخ ولوت رينغير بقلم وليام موريتز